# Iglesia y Convento de San Francisco (Salvador)
La Iglesia y Convento de San Francisco (en portugués: Igreja e Convento de São Francisco) está situados en el centro histórico de Salvador, en el Estado de Bahía, en Brasil. El convento y su iglesia son monumentos coloniales muy importantes en ese país sudamericano.
Los frailes de la Orden Franciscana llegaron a Salvador en 1587 y pronto construyeron un convento y una iglesia, pero estos fueron destruidos durante las invasiones holandesas de Bahía en el siglo XVII. Las obras en el convento actual se iniciaron en 1686 bajo el Padre Vicente das Chagas siguiendo un diseño grandioso que tardó décadas en completarse. La iglesia actual fue construida entre 1708 y 1723, pero el interior fue decorado por varios artistas durante gran parte del siglo XVIII. La mayor parte de la decoración de la iglesia y el convento se terminó en 1755.